# Englebert

Logo der Reifenmarke Englebert in den 1950er Jahren

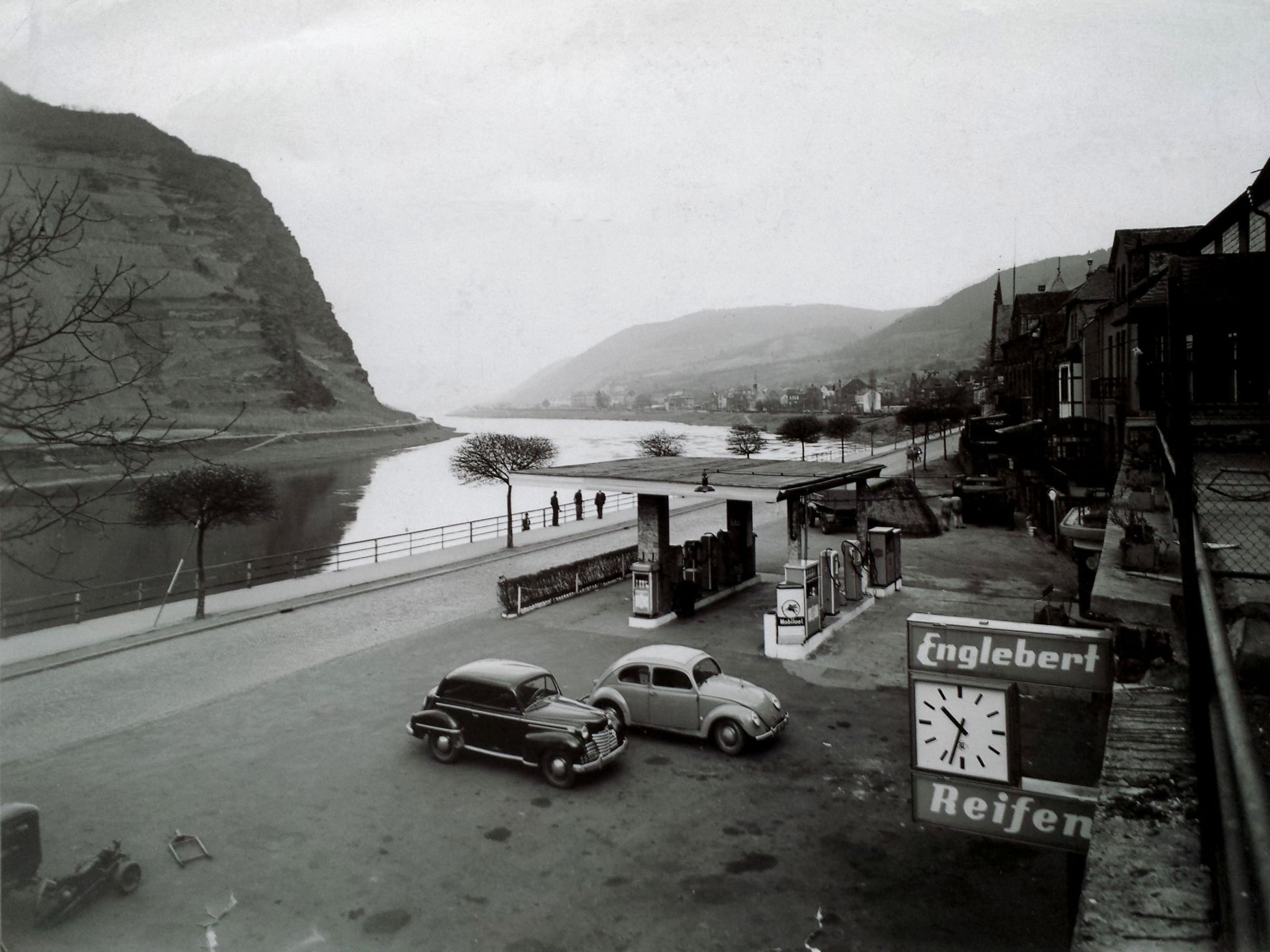
Tankstelle in Cochem an der Mosel mit Englebert Reifen Schild mit Uhr

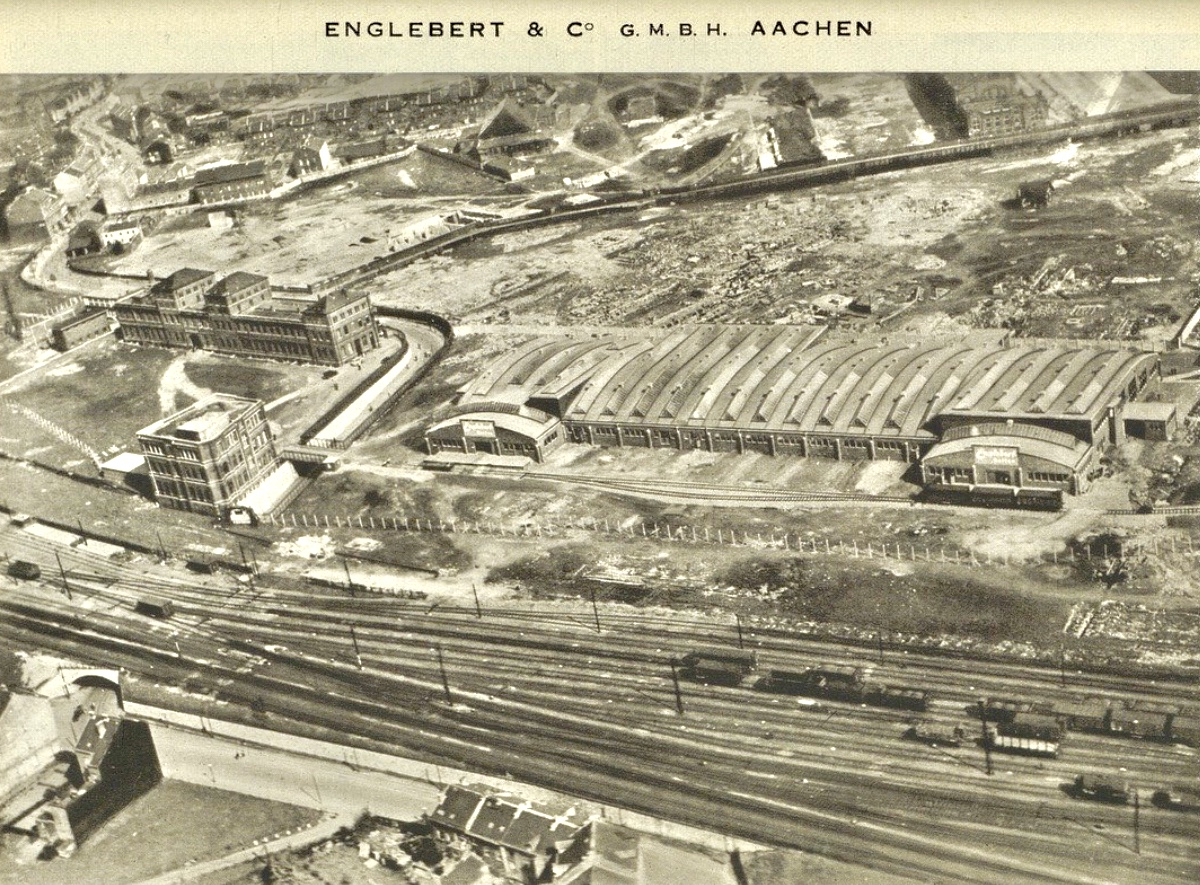
Englebert Aachen um 1931

Englebert war ein belgischer Reifenhersteller, der 1979 von Continental übernommen wurde. Bekannt wurde Englebert in den 1950er Jahren durch sein erfolgreiches Engagement im internationalen Motorsport.

## Unternehmensgeschichte
Der Artillerie-Offizier Oscar Englebert eröffnete 1868 in Lüttich ein Geschäft für Kautschukartikel, darunter Babyschnuller. Bald schon begann Englebert mit Reifenexperimenten – allerdings galt sein Augenmerk damals noch der Bereifung von Fahrrädern und Pferdefuhrwerken. 1898 startete die belgische Firma O. Englebert Fils & Co. GmbH als eine der ersten in Europa mit der Produktion von Fahrrad- und Autoreifen in Herstal.
1899 wurden erstmals Rennwagen mit den belgischen Reifen ausgestattet, 1912 beschäftigte Englebert bereits über 400 Mitarbeiter. 1926 gehörte der Reifenhersteller zu den fünf größten Unternehmen im europäischen Kautschukgewerbe und zählte 3.500 Angestellte. Ab dem Ende der 1920er Jahre expandierte Englebert ins Ausland und eröffnete zunächst ein Werk in Aachen-Rothe Erde, später in Clairoix (Frankreich). 1937 wurde der einmillionste Reifen produziert.

## Motorsport
Zu Beginn der 1950er Jahre verstärkte Englebert sein Engagement im Motorsport und stieg als Reifenlieferant in die neu gegründete Formel 1 ein. Zunächst wurde das französische Werksteam von Gordini mit Reifen ausgerüstet. Seine internationale Bekanntheit erlangte Englebert aber aus der erfolgreichen Kooperation mit dem italienischen Traditionsteam Ferrari von 1955 bis 1958 sowohl in der Formel 1, als auch bei Sportwagenrennen. Aus dieser Partnerschaft resultierten insgesamt zwei Weltmeistertitel durch Juan Manuel Fangio und Mike Hawthorn sowie sieben Grand-Prix-Siege.
Bei der Mille Miglia 1957 erlebte das Unternehmen seine schwärzeste Stunde, als der Englebert-bereifte Ferrari 335S von Alfonso de Portago bei Guidizzolo in die Zuschauer raste und elf Menschen dabei ums Leben kamen. Sowohl gegen Ferrari als auch gegen die belgische Reifenfirma wurde Anklage wegen Totschlags erhoben. Beide Verfahren wurden jedoch später eingestellt. Ende 1958 zog sich Englebert aus dem Motorsport zurück.

## Kooperation mit Goodrich
Im gleichen Jahr ging das Unternehmen eine Kooperation mit dem amerikanischen Konzern Goodrich ein, der zu dieser Zeit zu den drei größten Reifenherstellern der Welt gehörte. Englebert firmierte in der Folge unter dem Namen Uniroyal-Englebert, ab 1967 hieß es nur noch Uniroyal. 1979 wurde der europäische Teil von Uniroyal in den Continental-Konzern integriert. Die Marke Uniroyal existiert bis heute weiter, Englebert wurde jedoch von Continental aufgegeben.